# 亨德里·佩奇
亨德里·佩奇有限公司（英語：Handley Page Limited）又译汉德利·佩季、“汉德利·佩吉”，由弗雷德里·亨德里·佩奇於1909年創立，它是英國第一家公開交易的飛機製造公司。公司總部設在赫特福德郡的Radlett機場（Aerodrome），公司於 1970年自愿停止營業（voluntary liquidation）。公司以生產重型轟炸機和干線飛機聞名於世。

## 歷史
弗雷德里克·亨德里·貝吉最先在伍利奇, Fambridge和Barking Creek這幾個地點實驗和建造了幾架雙翼機和單翼機。他的公司成立於1909年6月17日，成為了英国首家公开上市的航空企业。
1912年亨德里·貝吉在从Barking搬到Cricklewood后建立了航空器工厂，从那以后直到公司退出航空领域，航空器都是在这家工厂里建造的。

### 一戰
在一戰期間，亨德里·貝吉為英國皇家空軍生產了一系列重型轟炸機，它們被用來轟炸德國的齊柏林飛艇塢，其最終目的是為了轟炸柏林以報復齊柏林飛艇對倫敦的轟炸。英國海軍部要求亨德里·貝吉生產一種“使敵人失去勇氣的飛機”（bloody paralyser of an aeroplane）。這些飛機包括1915年產的O/100、1918年產的O/400和航程可達柏林的四引擎飛機V/1500，V/1500於戰爭即將結束的1918年才進入服役。

### 两次世界大戰之間時期
在戰後不久，亨德里·貝吉公司改造了一些O/400型飛機，使之成為客運飛機，這些飛機做為'Handley Page Transport公司的航班，飛行在倫敦—巴黎航線上。考慮到V/1500型飛機對當時來話實在是太大了，但是一些V/1500型飛機的設計元素不久以後還是融合在O/400型飛機的機身上並推出了公司的第一個專門的客機設計——W.8。1924年Handley Page Transport與2個其它地區性航線合併成Imperial Airways（提供了英國第一個全國性航線服務）。亨德里·貝吉公司開發了幾種大型雙翼客機。包括用於大英帝國到非洲和印度的定期航線上的8座豪華型Handley Page H.P.42。
亨德里·佩奇也自主开发了著名的“亨德里·佩奇前缘缝翼”（Handley Page Slat，又可称为slot,参见前缘缝翼），就是一个切入机翼前缘的小槽，可以在高攻角（angle of attack）情况下改善空气流。这个设计是如此成功，以至于别的公司给的生产许可费成了他们公司在1920年代前几年的主要收入。
在1929年，位于Cricklewood的机场被关闭，同时在Radlett建了一个新的，在那里有最多的飞机在建造，但是在Cricklewood制造飞机的工作直到1964年才停止，这那一年，那个生产场地被卖了，并成为Cricklewood trading estate。

### 二戰
当二战的阴云初现，亨德里·貝吉回到轟炸機設計的工作上，並生產出HP.52 Hampden，它參加了第一次從英國空襲柏林的戰鬥，做為政府要求載重更大、航程更遠的飛機的回應，亨德里·貝吉設計了裝了兩台秃鹰液冷式发动机引擎的HP.56 ，但後來被證實有很多問題未解決，因此生產本機的計劃被取消，但是這個設計很多優點被帶到了四引擎的HP.57哈利法克斯，它是排在蘭開斯特轟炸機後的英國產量最大的重型轟炸機之一，這雖然與蘭開斯特轟炸機的研發路徑相同，哈利法克斯還是需要一些更多的後續開發工作，很快它就達到了成熟階段，並被看成是一種優秀的飛機。.

### 戰後
戰後英國政府發出標書，需要一種能帶攜帶國家核威懾的噴氣轟炸機。那就是被稱為V型轟炸機的三種飛機。亨德里·貝吉貢獻了其中一種——HP.80 Victor，它是一架四引擎、月牙型機翼設計。這種飛機在建造它的公司停業後還在服役（做為空中加油機）。
在1947年，罕德利·貝吉購買了破產的Miles Aircraft公司的一些資產，這些資產包括已存在的設計、工具、模板（最重要的是Miles M.52超音速研究飛機）和位於Woodley的Miles Aircraft公司Reading的場地，整個商業操作是這樣進行的：由Handley Page (Reading) Ltd購買並運營在法律上還存在實際上已經停業的Handley Page Transport Ltd。最明顯的繼承性設計就是Herald客機，從reading設計室設計出來的產品型號的前綴都是HPR(來自於 "Handley Page (Reading) Limited" )。

### 結束
不像別的大型英國飛機製造商，亨德里·貝吉反抗政府將公司合併到更大的公司裡的壓力。到了1960年代晚期，整個英國航空工業由僅有的兩家企業控制：Hawker Siddeley 和British Aircraft Corporation。
由於無法競爭到政府訂單或生產大型商用飛機，罕德利·貝吉生產出了它最後著名的罕德利·貝吉設計——Jetstream，這是一個小型的使用涡轮螺桨发动机的通勤班机，它有著增壓座艙，可載運12-18人，它設計的首要目標是為美國的支線客機市場。
Jetstream出現的太晚了，因此沒能拯救罕德利·貝吉公司，公司於1970年3月進入了自動清盤流程，並於創建61年後停止營業。但Jetstream飛機做為一款成功的產品繼續生存，設計被位於Prestwick的Scottish Aviation購買並生產。後來Scottish Aviation於1977年合併到British Aerospace。

## 所在地
Radlett機場（Radlett Aerodrome）做為亨德里·貝吉民航的草地機場於1929年起用。為了生產哈利法克斯轰炸机，跑道於1939年進行了延伸，大部分的塔台、停機庫和跑道在1970年公司停業後被破壞。現在M25高速公路從場地的南邊通過。拉法基集團目前擁有剩餘的部分。

## 產品

### 型號
亨德里·貝吉最初使用遞進的單一字母做為機型的型號（如：R, S, T等）並結合一個數字，它可能有也可能沒有確定的意義（如O/100表示該型的翼展為100英尺）。
1924年亨德里·貝吉改用字母HP加上一個數字來表示型號。如O/400變成了HP.16，W.8變成了HP.18。
當它接收了Miles Aircraft公司的資產後，Reading設計辦公室開始使用HPR.（表示Handley Page Reading）加上一個數字表示型號，它表示原始設計是由Reading的設計室進行的。（如HPR.1 Marathon）。

### 設計
- Type A / HP.1 - 單翼機 (1910)
- Type B / HP.2 - 雙翼機
- Type D / HP.4 - 單翼機 (1911)
- Type E / HP.5 - 單翼機
- Type F / HP.6 - 單翼機
- Type G / HP.7 - 單翼機
- Type L / HP.8 - 單翼機 - 從未飛過
- Handley Page HP.14 -
- Type O / HP.16 - 雙引擎轟炸機 
  - O/100
  - O/400
    - O/10 客機
    - O/11 客機
    - W/400 客機

  - O/7 轟炸機
- V/1500
- Type W 客機
  - W8 / HP.18 / HP.26 Hamilton
  - W9 / HP.27 Hampstead
- W10 / HP.30 Hyderabad
- HP.19 Hanley
- Type S / HP.21
- HP.22
- HP.23
- HP.25 Hendon
- C/7 /HP.28 Handcross
- Handley Page H.P.31 Harrow
- HP.32 Hamlet
- HP.33 / HP.35 / HP.36 Hinaidi - 重型轟炸機
- HP.34 Hare
- HP.38 / HP.50 Heyford - 雙翼重型轟炸機
- HP.39 Gugnunc - 實驗雙翼機
- H.P.42 - 雙翼客機
- H.P.43 - 三引擎雙翼轟炸運輸機
- H.P.45 - 雙翼客機
- H.P.51 - 轟炸運輸機原型
- H.P.52 Hampden - 中型轟炸機
- HP.53  - 為瑞典設計的轟炸機 - 導出了HP.52 Hereford
- H.P.54 Harrow - 單翼重型轟炸機
- HP.55 - 雙引擎重型轟炸機設計
- HP.56 - 雙引擎重型轟炸機設計
- Halifax - 四引擎重型轟炸機
  - HP.57 Halifax Mk.I
  - HP.58 Halifax Mk.II
  - HP.59 Halifax Mk.II Series
  - HP.61 Halifax Mk.III
  - HP.63 Halifax Mk.V / VI / VII
  - HP.70
    - Halifax Mk.VIII
    - Halton - airliner

  - HP.71 Halifax Mk.IX
- HP.67 Hastings - 軍用運輸機
- Handley Page Hermes - 客機
  - HP.68 Hermes I
  - HP.74 Hermes II
  - HP.81 Hermes IV
  - HP.82 Hermes V
- HP.75 Manx - 無尾翼研究機
- HP.80 Victor - 四引擎轟炸機
- HP.88 - Victor研究機
- HP.115 - 三角翼研究機
- HP.100 - 偵察轟炸機，最終為OR.330
- HP.137 Jetstream - 雙渦輪螺旋槳發動機支線客機

Handley Page (Reading) 設計的飛機
- HPR.1 Marathon - 客機
- HPR.2 - 初級教練機
- HPR.3 Herald 客機
- HPR.5 Marathon - 引擎測試床
- HPR.7 Dart Herald - 客機

## 外部連結
- British Aircraft Directory entry（页面存档备份，存于）
- Short history of the company written for the Centennial of Flight
- An enthusiast web site dedicated to the company （页面存档备份，存于）
- Pride and Priority, Musker, 2009 A history of the invention of the slotted or slatted wing（页面存档备份，存于）